# Старосмирновская улица
Старосмирновская улица (бывшая деревня Смирно́во) — улица в микрорайоне Смирново Устиновского административного района города Ижевска. Расположена на дальней северо-восточной окраине города. Пролегает на запад от Новосмирновской улицы. Нумерация домов ведётся от Новосмирновской улицы.
На почти всём своём протяжении улица идёт параллельно Воткинскому шоссе и отделена от него расстоянием около 1 км. С северной (нечётной) стороны к середине улицы примыкает Технологическая улица. С южной стороны на реке Смирновка устроен пруд, за которым расположена промзона Смирново.
Население деревни — около 300 человек.

## История
Деревня Смирново возникла как починок в окрестностях посёлка Ижевский завод в 1886 году. Основавшие починок поселенцы прибыли сюда из починков Михайловского и Калабина. Население починка составляли русские, бывшие государственные крестьяне. До революции Смирново входило в состав Ижевско-Нагорной волости Сарапульского уезда Вятской губернии.
В XX веке по мере роста столицы УАССР деревня постепенно приближалась к Ижевску и в 1988 году вошла в его состав. 30 июня 1988 года в соответствии с решением исполкома Ижевского горсовета Смирново было передано в состав Устиновского района города. Однако, несмотря на включение в городскую черту, деревня продолжала оставаться фактически отдельным жилым образованием и вплоть до 2004 года сохраняла своё название.
1 июня 2004 года постановлением Администрации города Ижевск деревня Смирново была переименована в Старосмирновскую улицу.

## Примечательные здания и сооружения
По чётной стороне:
- Дом 24 — магазин
- Дом 28 — двухэтажный кирпичный дом (один из немногих на улице). Здесь находятся: комитет общественного самоуправления деревни Смирново, участковая избирательная комиссия.

По нечётной стороне:
- Дом 77 — торговая компания «ХозДвор»

## Общественный транспорт
В будние дни по улице курсирует маршрутное такси № 68 (от Новосмирновской улицы до конечной остановки у магазина). Кроме того, в шаговой доступности от улицы находятся остановки автобуса № 16 «Смирново» и «УРНУ».